# EU-Bankenstresstest
Seit 2009 werden in der Europäischen Union regelmäßig Bankenstresstests durchgeführt. Diese Stresstests gelten für alle relevanten Institute in den Staaten der Eurozone. Durchgeführt werden diese Tests von der Europäischen Bankaufsichtsbehörde (EBA). Seit 2014 werden die 120 größten Banken der Eurozone gemeinsam von der EBA und der Europäischen Zentralbank (EZB) überprüft. Hintergrund ist die Schaffung der Bankenunion in der EU, mit der eine einheitliche und zielgerichtete Bankenaufsicht in Europa erreicht werden soll, nachdem die nationalen Aufsichtsbehörden vor und während der Finanz- und Eurokrise versagt hatten. Stresstests wurden bisher in den Jahren 2009, 2010, 2011, 2014 und 2016 durchgeführt.

## Ablauf
Bei diesen EU-weiten Bankenstresstests simuliert die EBA anhand der Bankbilanzen ein sogenanntes Krisenszenario. Bei diesem wird eine Wirtschaftskrise zu Grunde gelegt, ein Einbruch am Finanzmarkt, Währungsturbulenzen und eine höhere Ausfallquote bei Krediten. Begonnen wird mit der Prüfung der Risiken in der Bankbilanz und der ausstehenden Kredite. Anschließend wird ein Basisszenario simuliert; hier wird noch keine Krise zu Grunde gelegt. Erst nach dieser Prüfung wird das eigentliche Krisenszenario durchgeführt. Danach werden die Ergebnisse von EBA und EZB gemeinsam ausgewertet.
Eine Bank besteht diesen Stresstest (Stand 2016), wenn sie nach dem Basisszenario noch ein Kerneigenkapital von 9 % und nach einer Krise noch 5,5 % aufweist; diese Werte sind für eine Bank relativ hoch, da es sich bei Banken um eine besondere Form von Unternehmen handelt, da sie vor allem auf Basis von Fremdkapital finanziert werden.

## Ergebnis des Stresstests 2016
Im Jahr 2016 führten EBA und EZB einen weiteren Stresstest durch, bei dem es sowohl ein Basisszenario als auch ein Krisenszenario mit zugrunde liegender Wirtschaftskrise gab. Bei diesem Test wurden auch Banken aus EU-Ländern berücksichtigt, die nicht der Währungsunion angehören. In der folgenden Tabelle ist das Ergebnis aller beteiligten Banken aufgeführt:
| Bank                          | EU-Mitgliedstaat | Eigenkapital Basisszenario | Eigenkapital Krisenszenario |
| ----------------------------- | ---------------- | -------------------------- | --------------------------- |
| Erste Group Bank              | Österreich       | 13,85 %                    | 8,19 %                      |
| Raiffeisen-Landesbank         | Österreich       | 12,36 %                    | 6,14 %                      |
| Belfius Bank                  | Belgien          | 17,60 %                    | 11,41 %                     |
| KBC Group                     | Belgien          | 16,18 %                    | 11,27 %                     |
| Bayerische Landesbank         | Deutschland      | 12,41 %                    | 8,34 %                      |
| Commerzbank                   | Deutschland      | 13,13 %                    | 7,42 %                      |
| DekaBank                      | Deutschland      | 14,17 %                    | 9,53 %                      |
| Deutsche Bank                 | Deutschland      | 12,08 %                    | 7,80 %                      |
| Landesbank Baden-Württemberg  | Deutschland      | 15,90 %                    | 9,68 %                      |
| Landesbank Hessen-Thüringen   | Deutschland      | 14,42 %                    | 10,10 %                     |
| Norddeutsche Landesbank       | Deutschland      | 13,21 %                    | 8,67 %                      |
| NRW-Bank                      | Deutschland      | 39,44 %                    | 35,40 %                     |
| Volkswagen Financial Services | Deutschland      | 12,90 %                    | 9,56 %                      |
| Danske Bank                   | Dänemark         | 17,66 %                    | 14,02 %                     |
| Jyske Bank                    | Dänemark         | 19,85 %                    | 14,00 %                     |
| Nykredit                      | Dänemark         | 22,47 %                    | 14,19 %                     |
| BBVA                          | Spanien          | 12,03 %                    | 8,29 %                      |
| Banco de Sabadell             | Spanien          | 12,96 %                    | 8,19 %                      |
| Banco Popular Espancol        | Spanien          | 13,45 %                    | 7,01 %                      |
| Banco Santander               | Spanien          | 13,24 %                    | 8,69 %                      |
| BFA                           | Spanien          | 15,09 %                    | 10,64 %                     |
| Criteria Caixa                | Spanien          | 11,67 %                    | 8,97 %                      |
| OP Financial Group            | Finnland         | 21,24 %                    | 14,90 %                     |
| BNP Paribas                   | Frankreich       | 12,13 %                    | 8,59 %                      |
| Groupe BPCE                   | Frankreich       | 14,52 %                    | 9,73 %                      |
| Crédit Mutuel                 | Frankreich       | 16,78 %                    | 13,54 %                     |
| Crédit Agricole               | Frankreich       | 14,81 %                    | 10,49 %                     |
| La Banque Postal              | Frankreich       | 14,76 %                    | 9,72 %                      |
| Société Générale              | Frankreich       | 11,94 %                    | 8,03 %                      |
| OTP Bank                      | Ungarn           | 14,56 %                    | 9,22 %                      |
| Allied Irish Banks            | Irland           | 16,97 %                    | 7,39 %                      |
| Bank of Ireland               | Irland           | 16,12 %                    | 7,69 %                      |
| Monte dei Paschi di Siena     | Italien          | 12,04 %                    | −2,23 %                     |
| Banco Popolare                | Italien          | 14,61 %                    | 9,05 %                      |
| Intesa Sanpaolo               | Italien          | 12,83 %                    | 10,24 %                     |
| Unicredit                     | Italien          | 11,57 %                    | 7,12 %                      |
| Unione Di Banche Italiane     | Italien          | 13,01 %                    | 8,85 %                      |
| ABN Amro                      | Niederlande      | 16,21 %                    | 9,53 %                      |
| Rabobank                      | Niederlande      | 13,34 %                    | 8,11 %                      |
| ING Groep                     | Niederlande      | 12,52 %                    | 9,00 %                      |